# Manszuk Mamietowa
Manszuk Żyjengalejewna Mamietowa (ros.) Маншук Жиенгалеевна Маметова, (kaz.) Мәншүк Жиенғалиқызы Мәметова (ur. 23 października 1922 w Żijekkum, Kirgiska Autonomiczna SRR ZSRR, zm. 15 października 1943 w Newlu, ZSRR) – strzelec karabinu maszynowego 100. Samodzielnej Brygady Strzelców, starszy sierżant gwardii. Pierwsza kobieta z Kazachstanu, której nadano tytuł Bohatera Związku Radzieckiego.

## Życiorys
Jej rodzice zmarli, gdy miała 5 lat. Od tamtej pory wychowywała ją ciotka Amina Mamietowa. Lata młodości spędziła w Ałma-Acie. W momencie rozpoczęcia wojny studiowała na Uniwersytecie Medycznym. Była sekretarzem zastępcy Przewodniczącego Rady Komisarzy Ludowych Kazachskiej SRR (Sownarkomu). Do wojska wstąpiła na ochotnika. Początkowo została pisarzem w sztabie 100 Samodzielnej Brygady Strzelców, później sanitariuszką. Na froncie ukończyła kurs strzelców karabinów maszynowych. Zginęła, walcząc 15 października 1943 roku, podczas operacji newelskiej. Była ostatnim żołnierzem swojego oddziału. Pośmiertnie, 1 marca 1944 roku, odznaczona tytułem Bohatera Związku Radzieckiego

## Upamiętnienie
- Wiele ulic i szkół w miastach dawnego ZSRR (m.in. Ałmaty, Newlu, Uralsku) zostało nazwanych jej imieniem.
- W 1969 roku Mażyt Biegalin wyreżyserował film o Mamietowej według scenariusza Andrieja Konczałowskiego z Natalją Arinbasarową w roli głównej.
- W Uralsku znajduje się dom-muzeum Mamietowej[3].
- W 2010 roku w Aktobe powstało muzeum Mamietowej[4].
- Kazachska poczta wydała znaczek poświęcony Mamietowej[5].

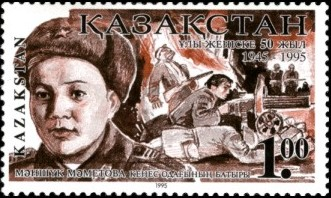
Znaczek poczty Kazachstanu